# جنگ های ایلیریا و روم
جنگ‌های ایلیریا و روم مجموعه‌ای از جنگ‌ها بود که بین جمهوری روم و پادشاهی ایلیریا و مردمان آردیایی‌ و لابیاته‌ درگرفت. در جنگ اول ایلیریا که از 229 قبل از میلاد تا 228 قبل از میلاد ادامه داشت،  نگرانی روم این بود که پس از نخستین جنگ با کارتاژ تجارت از طریق دریای آدریاتیک افزایش یافته و این به قدرت گرفتن مردمان آردیایی در  در زمان ملکه تئوتا انجامید. حملات دزدان دریایی ایلیریایی به کشتی‌های تجاری روم و متحدانش و مرگ یک فرستاده رومی به نام کورونکانیوس  به دستور ملکه تئوتا  سنای روم را بر آن داشت تا ارتش رومی را به فرماندهی کنسول‌های لوسیوس پستومیوس آلبینوس و گنائوس فولویوس سنتومالوس اعزام کند. روم پادگان های ایلیریایی را از تعدادی از کولونی ها و شهرک های یونانی از جمله اپیدامنوس ، آپولونیا ، کورکیرا و فاروس اخراج کرد و این شهرهای یونانی را تحت الحمایه قرار داد. رومی ها  دمتریوس فاروس را برای مقابله با قدرت تئوتا حمایت کردند تا در ایلیریا به قدرت برسد.
1. ↑  Wilkes, J. J. The Illyrians, 1992, p. 120, شابک ‎۰−۶۳۱−۱۹۸۰۷−۵, Page 160, "The Roman invasion of Illyria in 229 bc appears to have caught Teuta and the Illyrians completely off guard. As soon as the weather permitted, the queen had ordered south a naval expedition..."
2. ↑  Wilkes, J. J. The Illyrians, 1992, p. 120, شابک ‎۰−۶۳۱−۱۹۸۰۷−۵., Page 177, "... who appears to have ruled after 168 BC at Queen Teuta's old stronghold Rhizon (Risan). His silver issues are rare, but bronze coins, without the royal title, occur on Hvar, both ..."
3. ↑  https://www.perseus.tufts.edu/cgi-bin/ptext?lookup=App.+Ill.+2.7, Appian, The Foreign Wars (ed. Horace White) THE ILLYRIAN WARS, The Illyrian vessels attacked the ambassadors on their voyage and slew Cleemporus, the envoy of Issa, and the Roman Coruncanius; the remainder escaped by flight.
4. ↑  Zock, 99.
5. ↑  Wilkes, J. J. The Illyrians, 1992, p. 120, شابک ‎۰−۶۳۱−۱۹۸۰۷−۵, page 161, "... Gulf of Kotor. The Romans decided that enough had been achieved and hostilities ceased. The consuls handed over Illyria to Demetrius and withdrew the fleet and army to Epidamnus, ..."
6. ↑  Eckstein, 46–59.